# Gianfrancesco II da Correggio
Gianfrancesco II da Correggio (Correggio, ... – Correggio, settembre 1531) è stato un politico italiano, conte di Correggio.

## Biografia
Era figlio di Borso da Correggio, conte di Correggio e di Francesca di Brandeburgo.
Governò metà della contea indivisa assieme al fratello Manfredo II, mentre l'altra metà fu governata dei cugini Ippolito e Girolamo.
Edificò il palazzo di Mandriolo presso Correggio.
Fece testamento il 12 settembre 1531 e morì poco dopo.

## Discendenza
Nel 1517 sposò Elisabetta del Corno di Treviso, già vedova del conte Niccolò Collalto, dalla quale ebbe una figlia ed erede universale, Chiara (nata il 10 gennaio 1527), sposa nel 1541 del cugino Ippolito da Correggio. 
Ebbe anche due figlie naturali, Francesca e Cassandra, monaca.

## Ascendenza
|                               |                       |                                | Genitori      |  |  | Nonni |  |  | Bisnonni                 |  |  | Trisnonni               |  |
|                               |                       |                                |               |  |  |       |  |  | Gherardo VI da Correggio |  |  | Giberto IV da Correggio |  |
|                               |                       |                                |               |  |  |       |  |  | Gherardo VI da Correggio |  |  | Giberto IV da Correggio |  |
|                               |                       | Orsolina Pio                   |               |  |  |       |  |  | Gherardo VI da Correggio |  |  |                         |  |
| Manfredo I da Correggio       |                       |                                |               |  |  |       |  |  | Gherardo VI da Correggio |  |  |                         |  |
|                               |                       | …                              | …             |  |  |       |  |  |                          |  |  |                         |  |
|                               |                       | …                              | …             |  |  |       |  |  |                          |  |  |                         |  |
|                               |                       | …                              | …             |  |  |       |  |  |                          |  |  |                         |  |
| Borso da Correggio            |                       | …                              |               |  |  |       |  |  |                          |  |  |                         |  |
|                               |                       | Marco I Pio                    | Giberto I Pio |  |  |       |  |  |                          |  |  |                         |  |
|                               |                       | Marco I Pio                    | Giberto I Pio |  |  |       |  |  |                          |  |  |                         |  |
|                               |                       | Marco I Pio                    | Bianca Casati |  |  |       |  |  |                          |  |  |                         |  |
| Agnese Pio                    |                       | Marco I Pio                    |               |  |  |       |  |  |                          |  |  |                         |  |
|                               |                       | Taddea de' Roberti             | …             |  |  |       |  |  |                          |  |  |                         |  |
|                               |                       | Taddea de' Roberti             | …             |  |  |       |  |  |                          |  |  |                         |  |
|                               |                       | Taddea de' Roberti             | …             |  |  |       |  |  |                          |  |  |                         |  |
| Gianfrancesco II da Correggio |                       | Taddea de' Roberti             |               |  |  |       |  |  |                          |  |  |                         |  |
|                               | Giovanni l'Alchimista | Federico I di Brandeburgo      |               |  |  |       |  |  |                          |  |  |                         |  |
|                               | Giovanni l'Alchimista | Federico I di Brandeburgo      |               |  |  |       |  |  |                          |  |  |                         |  |
|                               | Giovanni l'Alchimista | Elisabetta di Baviera-Landshut |               |  |  |       |  |  |                          |  |  |                         |  |
| Fritz di Brandeburgo          | Giovanni l'Alchimista |                                |               |  |  |       |  |  |                          |  |  |                         |  |
|                               |                       | …                              | …             |  |  |       |  |  |                          |  |  |                         |  |
|                               |                       | …                              | …             |  |  |       |  |  |                          |  |  |                         |  |
|                               |                       | …                              | …             |  |  |       |  |  |                          |  |  |                         |  |
| Francesca di Brandeburgo      |                       | …                              |               |  |  |       |  |  |                          |  |  |                         |  |
|                               |                       | …                              | …             |  |  |       |  |  |                          |  |  |                         |  |
|                               |                       | …                              | …             |  |  |       |  |  |                          |  |  |                         |  |
|                               |                       | …                              | …             |  |  |       |  |  |                          |  |  |                         |  |
| …                             |                       | …                              |               |  |  |       |  |  |                          |  |  |                         |  |
|                               |                       | …                              | …             |  |  |       |  |  |                          |  |  |                         |  |
|                               |                       | …                              | …             |  |  |       |  |  |                          |  |  |                         |  |
|                               |                       | …                              | …             |  |  |       |  |  |                          |  |  |                         |  |
|                               |                       | …                              |               |  |  |       |  |  |                          |  |  |                         |  |